# Yaeyama-gun (Okinawa)
Yaeyama-gun (jap. 八重山郡) ist ein gun (Landkreis) im Südwesten der Präfektur Okinawa in Japan. Er besteht aus den Gemeinden Taketomi und Yonaguni auf der gleichnamigen Insel und zählte am 1. Juni 2005 5750 Einwohner auf 363 km² mit einer Bevölkerungsdichte von 15,8 Einwohnern pro km².
Yaeyama-gun umfasst alle Inseln der Yaeyama-Gruppe außer Ishigaki-jima und den umstrittenen Senkaku-Inseln. Die beiden letztgenannten gehören zur Stadt Ishigaki.